# OH (ohio)
OH (ohio) es un álbum de estudio de la banda americana Lambchop, lanzado en 2008 por Merge Records.

## Lista de canciones
1. "Ohio"
2. "Slipped, Dissolved and Loosed"
3. "I'm Thinking of a Number (Between 1 and 2)"
4. "National Talk Like a Pirate Day"
5. "A Hold of You"
6. "Sharing a Gibson with Martin Luther King, Jr."
7. "Of Raymond"
8. "Please Rise"
9. "Popeye"
10. "Close Up and Personal"
11. "I Believe in You"

Edición especial con disco extra
1. "Please Rise"
2. "Slipped, Dissolved and Loosed"
3. "Chelsea Hotel #2"
4. "Close Up"
5. "Of Raymond"